# تايلس أوف بيرسيريا
تايلس أوف بيرسيريا (بالإنجليزية: Tales of Berseria)‏ (باليابانية: テイルズ オブ ベルセリア) الاسم بالعربي قصص بيرسيريا هي لعبة فيديو تقمص أدوار طُوِرَت ونُشِرت بواسطة بانداي نامكو إنترتينمنت لـبلاي ستيشن 3، بلاي ستيشن 4, ومايكروسوفت. وهي الجزء الـ16 من سلسلة ألعاب تايلس، اللعبة صدرت في اليابان على جهازي بلاي ستيشن 3 وبلاي ستيشن 4 وأيضًا مايكروسوفت في أغسطس 2016، بينما صدرت في جميع أنحاء العالم لبلاي ستيشن 4 ومايكروسوفت فقط في 24 يناير 2017.

## طريقة اللعب
تايلس أوف بيرسيريا هي لعبة تقمص أدوار حيث الاعبين يتنقلون بعالم اللعبة من خلال شخصيات اللعبة من منظور الشخص الثالث. كما في أجزاء تايلس السابقة، يوجد حوارات بين الشخصيات قصيرة دائمًا ما تكون فكاهية، ويمكن للمحادثات بأن تتراوح من الجدية إلى الكوميدية.
في منطقة القتال يمكن للاعب أن يتحرك بحرية حول الحلبة وتحريك موضع الكاميرا بإرادته، الشخصيات يقاتلون باستخدام الهجوم الجسدي والسحري جنبًا إلى جنب مع مهارات أداء معروفة باسم «آرتس» التي لديها تأثيرات متنوعة على العدو مثل أن يدوخهم أو يصيبهم بحالة مرض.
وثمة عنصر رئيسي في المعارك وهو مقياس الروح، الذي يحل محل آلية تحكم التحرك لألعاب تايلس السابقة، كل شخصية لديها مقياس مستقل يبين ما يصل إلى خمسة أرواح، حيث أنه تنقص كلما أستعملت آرتس.

## نبذة
قصة لعبة Tales of Berseria تدور حول شخصية «فلفيت كراو» فتاة تبلغ من العمر 19 عاماً وهي شخصية طيبة وتحركها العواطف ولكنها تتعرض إلى حادثة قبل ثلاث سنوات تجعلها أكثر قسوة، والأهم أن هذه الحادثة وبسبب أمر غامض تعطيها قدرات خاصة تتمثل في إمكانية تحول يدها اليسرى إلى سلاح قوي لمواجهة خصومها من مملكة Midgand التي تملك كل شيء في عالم اللعبة وحتى البحار، وتحاول «فلفيت» بمساعدة رفيقها «لافيسيت» من القضاء على الحكم الطاغي لهذه المملكة.

## عمر اللعبة
تحدث Fukaya منتج اللعبة خلال مقابلة صحفية أُجريت معه مؤخراً عن عمر اللعبة وذكر بأنها ستكون أطول من لعبة تايلس أوف زيستيريا أو تايلس أوف زيستيريا حيث ستمنح اللاعب تجربة لعب تمتد إلى 50 ساعة وذلك فقط لإنهاء السيناريو الأصلي للقصة أما في حال كان اللاعب يرغب بإكمال جميع المهام الجانبية وتنفيذ الأنشطة المتنوعة باللعبة فإن ذلك سيمد من عمرها حتى 80 ساعة.

## شخصيات اللعبة
- 'فيلفيت كراو' : هي فتاة تبلغ من العمر 19 عام، وبطلة هذه القصة، كانت فتاة طيبة وحنونة حيث كانت تعتني بأخيها الصغير برحمة، حتى جاء ذلك اليوم الذي قَلَب حياتها رأسًا على عقب، فأصبحت تمتلك اليد الشيطانية التي تجعلها تهزم خصومها بشراسة، وهدفها الوحيد هو الانتقام !
- 'لافيسيت' : هو طفل من المالاكيم وهم قبيلة من الكائنات الروحية الذين يستخدمون قوى الطبيعة، في البداية كان كالأداة لا مشاعر لها يستخدمها المعوذين، حتى ذهب مع فيلفيت التي كانت تعامله كأخيها الصغير، وجعلته حر.[5]
- 'روكورو رانغيتسو' : هو إنسان تحول لشيطان وحُجِز في السجن، حتى حررته فيلفيت من السجن فأصبح يدين لها الكثير، ولكي يرد لها جميلها أصبح يتبعها لتحقق هدفها. لكن بالرغم من أنه شيطان إلا أن له هدف معين يريد تحقيقه.[6]
- 'ماغيلو' : هي ساحرة غامضة لها روح مرحة، ودائمًا ما تجلب الفكاهة والمتعة إلى اصدقائها، أيضًا حررتها فيلفيت من السجن لذلك هي تتبعها في رحلتها للانتقام.[7]
- 'آيزن' : هو نائب قرصان وأيضًا مالاكيم حاصد أرواح، تحالف مع فيلفيت لمشاركتهم نفس الهدف في البداية، لكن هدفه الحقيقي هو البحث عن قائده القرصان «آفريد».[8]
- 'ألينور هيوم' : هي معوذة انضمت إلى الآبي وهي منظمة معوذين لطرد الشياطين عندما فقدت الكثير من الأشخاص العزيزين عليها أثناء «الليلة القرمزية»، وقابلت فيلفيت عدة مرات، إلى أن قادها القدر لترافقها لأسباب سيكشفها الوقت.[9]
- 'آرتوريوس كولبراند' : هو العدو الرئيسي في اللعبة، واسمه الحقيقي هو «آرثر»، فالبداية كانت تحترمه فيلفيت وتقدره لكن هذا كله ذهب كالريح بعد حادثة الليلة القرمزية، التي جعلتها تكرهه كرهًا شديدًا، والآن هو القائد الرئيسي للآبي. كما أنه يعتبر «منقذ البشرية» ! [10]

## وصلات خارجية
- موقع تايلس الرسمي قسم تايلس أوف بيرسيريا
- الموقع الرسمي